# St. Jakobi (Stollberg)

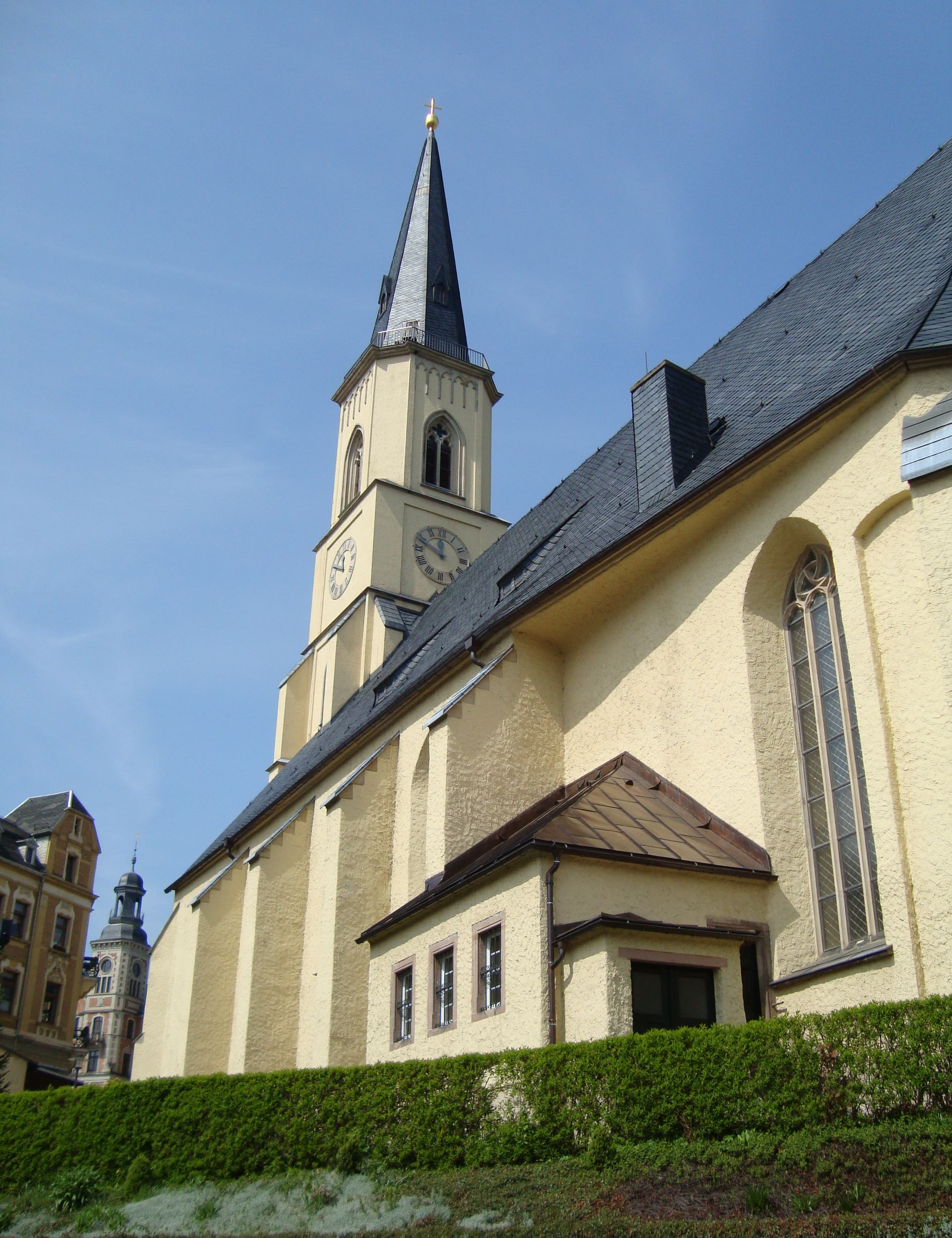
St. Jakobi (Stollberg)

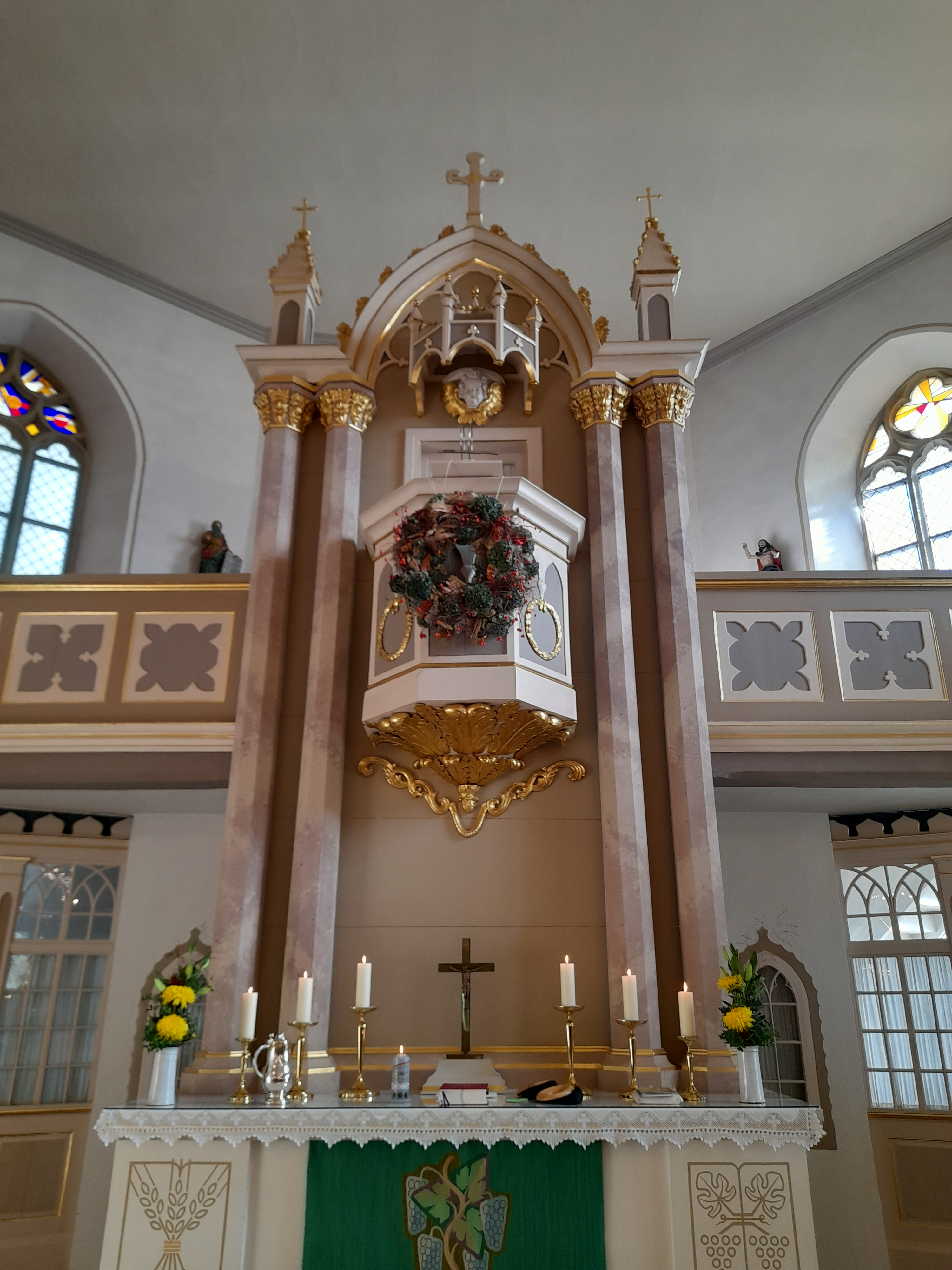
Kanzelaltar

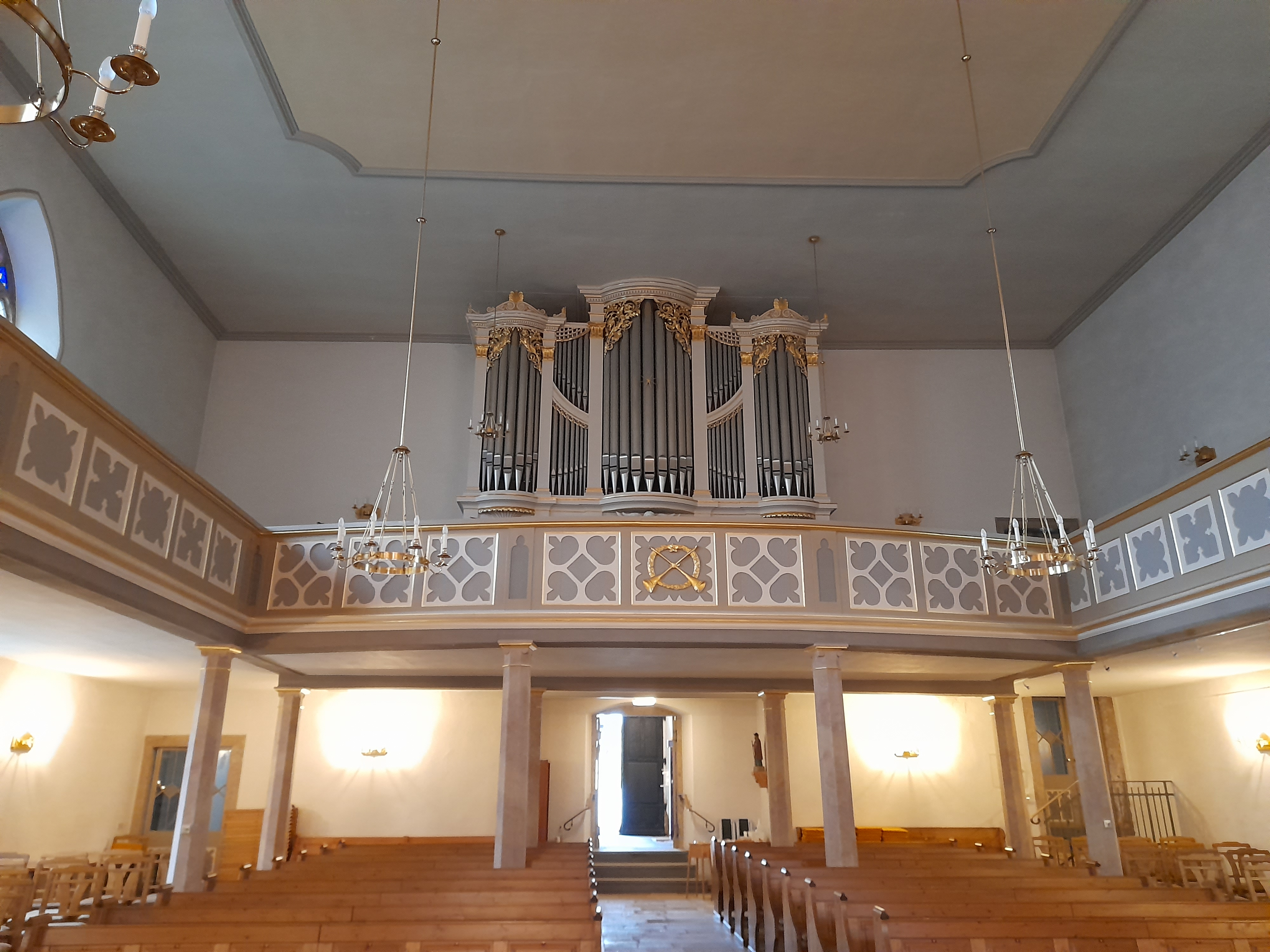
Orgel

Die evangelische Kirche St. Jakobi ist eine neugotische Saalkirche in Stollberg/Erzgeb. im Erzgebirgskreis in Sachsen. Sie gehört zur Kirchengemeinde Stollberg im Kirchenbezirk Annaberg der Evangelisch-Lutherischen Landeskirche Sachsens.

## Geschichte und Architektur
Die stattliche Saalkirche an der Nordseite des Marktes wurde nach Zerstörung des gotischen Bauwerks vom Ende des 15. Jahrhunderts durch den Brand von 1635 unter teilweiser Verwendung der Umfassungsmauern des Vorgängerbauwerks in den Jahren 1653–59 wiederaufgebaut. Der Innenausbau erfolgte 1840/41 durch den Zimmermeister Kupfer aus Stollberg. Eine Erneuerung und die Errichtung des Westturms wurden in den Jahren 1878/79 durch Christian Friedrich Arnold aus Dresden vorgenommen. Restaurierungen erfolgten in den Jahren 1960 (innen) und 1994–96 (außen) und seit 1997 (innen).
Die Kirche ist ein verputztes Bauwerk mit dreiseitigem Ostschluss und hohen Spitzbogenfenstern; Chor und Südseite sind mit Strebepfeilern versehen. Der Westturm in neugotischen Formen endet in einem hohen spitzen Helm.

## Ausstattung
Der breite, neugotisch ausgestaltete Innenraum ist mit einer flachen Putzdecke und umlaufenden, eingeschossigen Emporen von klarer Wirkung. Unter den Emporen sind verglaste Betstuben mit spitzbogigen Holzsprossenfenstern eingebaut.
Das Hauptstück der Ausstattung ist ein hoher viersäuliger Portikuskanzelaltar aus dem Jahr 1841 von Kupfer. Über der Nordempore ist ein lebensgroßes Holzkruzifix von Johann Heinrich Böhme angebracht.
Die Orgel ist ein Werk von Jehmlich aus dem Jahr 1884 mit 26 Registern auf zwei Manualen und Pedal in einem Prospekt von 1842 aus der alten Kirche von Olbersdorf.